# Citadel van Damascus
De Citadel van Damascus (Arabisch: قلعة دمشق Qala'at Dimashq) is een middeleeuws versterkt paleis in de Syrische hoofdstad Damascus. De citadel maakt deel uit van de oude stad van Damascus, die in 1979 op de Werelderfgoedlijst van UNESCO werd geplaatst.

## Oude citadel
Het is mogelijk, maar niet bewezen, dat er reeds in de Hellenistische en Romeinse tijd een fortificatie op de plaats van de huidige citadel stond. De locatie werd in ieder geval versterkt in 1076 door de Turkmeense krijgsheer Atsiz bin Uvak. Na zijn dood werd de bouw voltooid door de Seltsjoekse heerser Tutush I. De citadel werd verder uitgebreid door de emirs van de daaropvolgende Buridische en Zengidische dynastieën. Gedurende deze periode werden de citadel en de stad meerdere keren belegerd door andere islamitische legers en door de Kruisvaarders. In 1174 werd de citadel ingenomen door Saladin, de Ajjoebidische vizier van Egypte. Hij breidde de verdedigingswerken en civiele gebouwen van de citadel uit en maakte er zijn residentie van.

## Nieuwe citadel
De citadel werd tussen 1203 en 1216 volledig herbouwd en vergroot door Saladins broer Al-Adil om het hoofd te bieden aan de ontwikkeling van de slingerblijde. Na Al-Adils dood brak een burgeroorlog uit tussen de verschillende Ajjoebidische prinsen. Gedurende deze periode werd Damascus meerdere keren ingenomen, maar de citadel zelf viel slechts één keer door geweld in 1239. De citadel bleef in Ajjoebidische handen tot aan de bezetting van Damascus door de Mongolen onder leiding van general Kitbuqa. Zij ontmantelden de citadel na een mislukte opstand van het garnizoen. Damascus viel in handen van de mammelukken in 1260, nadat zij de Ajjoebiden hadden afgelost als heersers van Egypte. Met uitzondering van korte periodes in 1300 en 1401, toen de Mongolen Damascus veroverden, behielden de Mammelukken de stad en de citadel tot aan 1516.
In dat jaar kwam heel Syrië onder Ottomaanse heerschappij. Damascus werd zonder geweld ingenomen. Vanaf de 17e eeuw functioneerde de citadel als kazerne voor de Janissaren, het elitekorps van het Ottomaanse Rijk. Vanaf de 19e eeuw raakte de citadel in verval. Hij werd voor het laatst voor militaire doeleinden gebruikt in 1925, toen de oude stad vanuit de citadel gebombardeerd werd door het Franse leger om de opstand tegen het Franse mandaat neer te slaan. Daarna bleef de citadel tot aan 1986 dienstdoen als kazerne en gevangenis. In 1986 werd begonnen met opgravingen en de restauratie van de citadel. Deze werkzaamheden zijn per 2011 nog niet afgesloten en de citadel is niet open voor publiek.

## Architectuur
De citadel ligt in de noordwestelijke hoek van de stadsmuren, tussen de Bab al-Faradis en de Bab al-Jabiyah. De muren van de citadel omsluiten een min of meer rechthoekig terrein van 230 bij 150 m. Oorspronkelijk bezat de citadel 14 rechthoekige torens, waarvan er nog 12 resteren. Drie poorten in de noord-, west- en oostmuur geven toegang tot de citadel. De citadel in zijn huidige vorm stamt grotendeels uit de Ajjoebidische periode, maar omvat ook nog delen van de oudere Seltsjoekidische citadel. Gedurende de mammelukken- en Ottomaanse periodes werden ingrijpende restauraties uitgevoerd nadat verschillende aardbevingen en belegeringen de citadel zwaar beschadigd hadden.
- Library of Congress Control Number: nr2002040251
- MusicBrainz: f34660cc-bbf3-4503-80e8-e28891fd06a7
- Nationale Bibliotheek van Israël: 987007480104105171
- Virtual International Authority File: 144710514